# تظليل

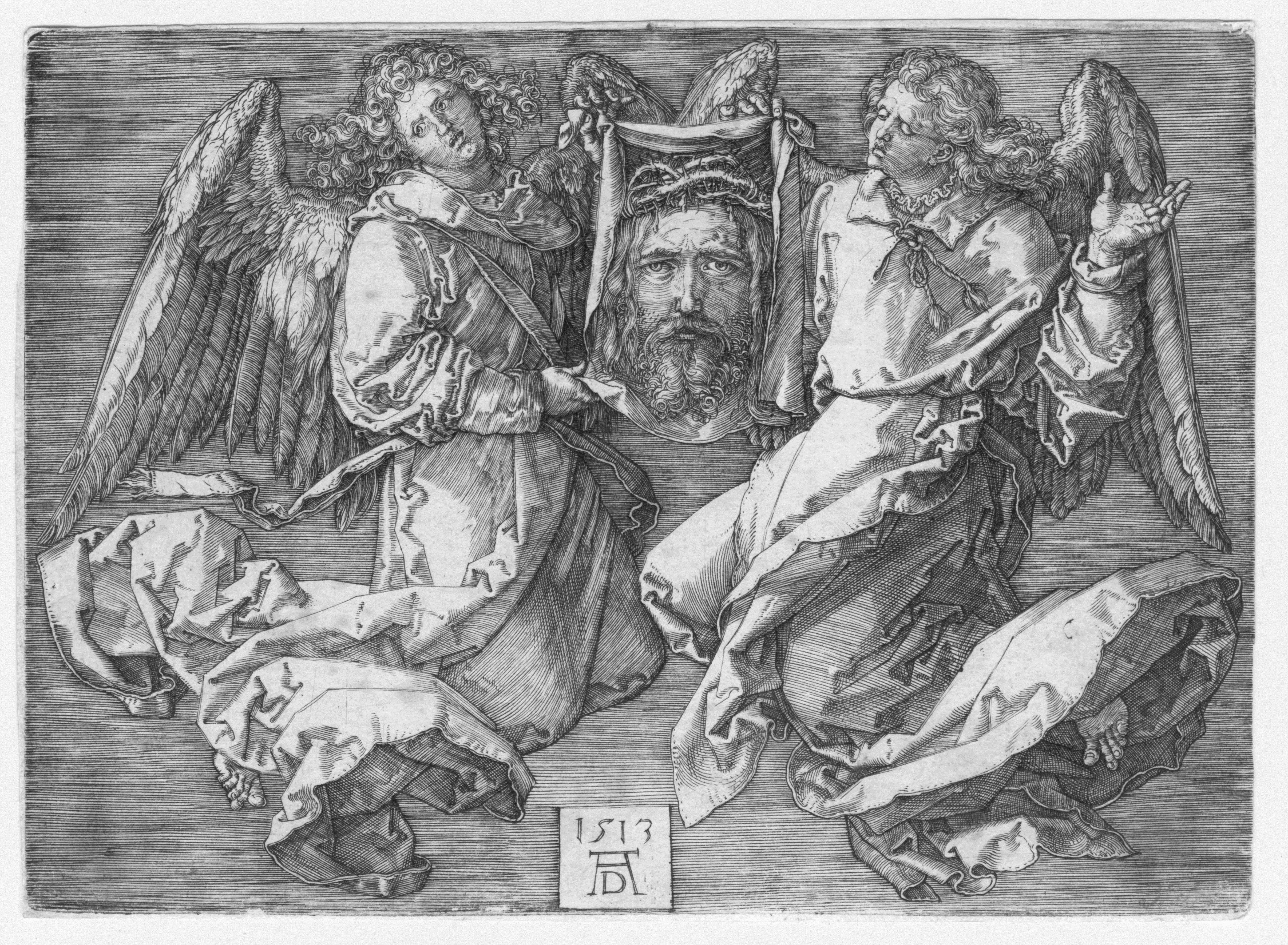

التظليل هو تقنية فنية يستخدم لإنشاء تأثيرات الدرجة اللونية أو التظليل بالرسم (أو النقش أو الخربشة)  خطوط متوازية ومتقاربة. (كما تستخدم في تصميم شعارات بلون واحد للإشارة إلى «اللون الكامل»). ويسمى التظليل المتقاطع بهذا الاسم حينما يُرسم خطوط من زاوية إلى أخرى.
والتظليل فن مهم خاصةً في الوسائط الخطية مثل الرسم، وغيرها من أشكال الطباعة مثل النقش أو التنميش أو النحت على الخشب. بالنسبة لفن الظلال في الغرب فيعود لالعصور الوسطى، وتطور أكثر إلى الظلال المتقطعة خاصةً في فن الطباعة القديمة في القرن الخامس عشر. اشتهر كل من «ماستر ES» و«مارتن سكونغر» في تقنية النقش، واشتهر «أرهارد رويش» و«مايكل وليموت» في تقنية النحت، كما كانا رائدين في كلا التقنيتين. كما أتقن «ألبرشت دورر» تقنية الظلال المتقاطعة خاصةً في كلا الوسائط.
يستخدم الرسامون هذه التقنيات ولكن باختلاف الطول والزاوية والتباعد وغيرها من خصائص الخطوط. وتشيع كلٌ من تقنيتي الرسم الخطي والنقش في الرسم.

## التقنيات
المفهوم الرئيسي لهذه التقنيات هو أن كمية الخطوط وسمكها وتباعدها سوف تؤثر على مظهر الصورة الكليّة، وكذلك التركيز على الأشكال التي تخلق كمية من الوهم، ويجب أن تتبع خطوط الظلال نموذج (الالتفاف) مع زيادة الكمية والسماكة والاقتراب؛ وستظهر منطقة داكنة.
غالباً ما تستخدم خطوط التظليل بجانب خطوط أخرى وتسير في اتجاه آخر لإنشاء مايسمى بـ التباين.
تستخدم الطريقة الخطية لتمثيل الألوان، وعادة ما تستخدم نفس نوع التظليل لتمثيل أنماط معينة. وعلى سبيل المثال؛، قد يكون اللون الأحمر مكونًا من خطوط متباعدة قليلاً، بينما يمكن أن يكون اللون الأخضر مكونًا من طبقتين من الخطوط العمودية الكثيفة، مما ينتج عنه صورة واقعية.

## الأنواع
التظليل الخطي
وهو التظليل برسم خطوط متوازية. وعادةً ما تتبع هذه الخطوط شكلاً مستقيماَ.
التظليل المتقاطع
يستخدم هذا النوع عند رسم طبقات من الظلال من زوايا مختلفة لإنشاء أشكال مختلفة وأنماط داكنة. في أبسط صوره، تُرسم طبقة من الظلال الخطية فوق طبقة أخرى بزاوية 90 درجة، كما يمكن إضافة طبقات أخرى إليها. وهنالك طرق أخرى تشمل طبقات من الأشكال والخطوط المتقطّعة. حيث يمكن لهذه الخطوط المتقطّعة الموجودة في الزوايا أن تكوّن تأثيرات متموجة.
التظليل الكفافي
يستخدم هذا النوع خطوط منحنية لتمثيل الشكل والإضاءة.